# پوکروفکا ۲-یا
پوکروفکا ۲-یا (انگلیسی: Pokrovka 2-ya) یک شهرک در شهرستان بلاگووارسکی باشقیرستان کشور روسیه است.